# Tecnoliberalismo
Il tecnoliberalismo è una filosofia politica fondata su idee di libertà, individualità, responsabilità, decentramento e autocoscienza. Evidenzia anche l'idea che la tecnologia dovrebbe essere disponibile a tutti con controlli minimi. Le sue convinzioni fondamentali rientrano in cinque ambiti d'interesse principali che includono la costruzione del governo, l'economia, le libertà civili, l'istruzione e la scienza e l'ambiente. I tecnoliberali sostengono idee come l'equilibrio dei poteri nel governo, il decentramento, l'istruzione accessibile, la protezione del nostro pianeta, le belle arti e la libertà di parola e le tecnologie di comunicazione.

## Filosofia
Nel suo libro intitolato Technoliberalism, Adam Fish descrive il tecnoliberalismo come la convinzione che le tecnologie di rete migliorino le contraddizioni di una società che ama sia il libero mercato del liberalismo economico sia il benessere sociale del liberalismo sociale. In questo modo, il tecnoliberismo ha alcuni legami con il neoliberismo, ma con alcune differenze fondamentali; "Mentre Adam Smith concepiva un mercato che fosse in un certo senso una parte naturale e inestirpabile del paesaggio (basato sulla propensione umana 'a trasportare, barattare e scambiare'), e il pensiero neoliberista continua a vedere il mercato in questo modo, il tecnoliberismo sostiene l'idea che tali complessi sistemi possano essere forzati nella loro interezza" Al centro della filosofia del tecnoliberalismo come credenza e movimento c'è "una fede prevalente nella tecnologia, un sospetto di modernismo convenzionale (dall'alto verso il basso) verso le istituzioni e la convinzione che gli l'insieme degli effetti nati dell'impiego individuale della tecnologia genererà benessere sociale" Il tecnoliberalismo riguarda la combinazione di decentralismo, individualismo, responsabilità e consapevolezza di sé, evitare gli eccessi, sostenibilità, e regolamentazione e governance in stile ingegneristico. Le sue convinzioni fondamentali rientrano in cinque interessi principali; costruzione del governo, istruzione e scienza, economia, ambiente e libertà civili. Esse includono:
- La tutela della libertà individuale, pur salvaguardando quella degli altri.
- Mercati liberi con regolamentazione fortemente applicata.
- Fiscalità equa, soprattutto delle grandi aziende.
- La protezione del nostro pianeta attraverso una severa regolamentazione in merito ai danni all'ambiente.
- Più potere alle piccole e medie imprese.
- La libertà di parola e le tecnologie per la comunicazione.
- L'enfasi sui progressi tecnologici invece dello status quo.

## Tecnologia di rete
- Lo sviluppo ad alta velocità della tecnologia di rete fornisce le basi per la diffusione di informazioni che incoraggiano la libertà di parola e le tecnologie per la comunicazione.
- Le reti che si servono di intelligenza artificiale distribuita aumentano la capacità di sviluppo della tecnologia.
- Il libero accesso a Internet riflette profondamente l'idea di tecnoliberalismo.
- Appaiono nuove forme di tecnologia di rete come Current TV e la rete mobile che aumentano le opportunità nel perseguire la democratizzazione. Ma una delle libertà civili fondamentali è la Net Neutrality per Internet su rete fissa e nessuna Net Neutrality per telefoni cellulari e satelliti.
- I miti culturali hanno un impatto sul successo della democrazia digitale in modo uguale o maggiore rispetto alla tecnologia.[4]

## Libertà economica

### Imprese
La libertà economica in termini di tecnoliberalismo riguarda il capitalismo su piccola scala, cioè il capitalismo per le piccole e medie imprese, piuttosto che le organizzazioni aziendali create da grandi gruppi di interesse. Idealmente, sistemi localizzati e legami comunitari apriranno la strada a una nuova economia capitalista, annullando il potere del capitalismo globale. Le normative sulla fiducia implementate integreranno questo processo, il che significa più regole per le grandi aziende per creare una migliore concorrenza, mentre alle aziende più piccole saranno applicate meno regole. Il tecnoliberalismo pone l'accento su queste piccole e medie imprese perché può contribuire a stimolare la crescita economica. Il denaro speso dagli enti locali con le piccole imprese viene reinvestito nell'economia locale, rispetto a quello speso con le grandi imprese della stessa zona. Fare affari in questo modo, quindi, è un miglior rapporto qualità-prezzo.

### Regole
Il decentramento è inoltre un'ideologia chiave del tecnoliberalismo, che cerca di operare attraverso la deregolamentazione delle normative che impediscono alle imprese di competere con i servizi governativi. Decentramento significa distribuire il potere lontano dal centro di un'organizzazione, diffondere l'autorità verso l'esterno ai lavoratori sul campo. La rapida crescita della tecnologia dell'informazione ha dato supporto a questa idea in quanto Internet ha reso la distribuzione delle informazioni accessibile ed economica. Dall'altra parte, c'è l'ideologia del libero mercato. Qui sarebbero necessarie regole fortemente applicate poiché questo tipo di mercato sarebbe basato su domanda e offerta con scarso controllo del governo. I tecnoliberisti credono che la conoscenza e la tecnologia possano essere trasferite geograficamente senza troppe difficoltà o interventi statali, prevedendo un mercato completamente libero in cui acquirenti e venditori possono effettuare transazioni senza riserve, sulla base di un accordo reciproco sul prezzo senza intervento statale sotto forma di tasse, sovvenzioni o regolamentazione. Sebbene questa sia una visione idealizzata, sarebbe difficile da implementare.

### Tassazione
I tecnoliberisti credono nell'imposta negativa sul reddito. Questa è l'idea che le persone che guadagnano al di sotto di un certo importo ricevano una retribuzione supplementare dal governo, invece di pagare le tasse a quest'ultimo. Ciò garantisce che vi sia un livello minimo di reddito per tutti. Mentre le critiche comuni ruotano attorno al fatto che l'imposta negativa sul reddito potrebbe ridurre l'incentivo a lavorare, i tecnoliberali vogliono garantire che ci sia un livello base di reddito disponibile per tutti. Allo stesso modo, il tecnoliberalismo vuole una tassazione equa delle grandi aziende. Le controversie che coinvolgono società multinazionali che abusano delle norme fiscali, portano i tecnoliberali a volere che le grandi imprese paghino tasse eque. Idee come il Fair Tax Mark sono già in corso.

## Libertà di parola
Il tecnoliberalismo è visto come il liberalismo del 21º secolo. Le nuove tecnologie e i siti di social networking garantiscono ai cittadini la libertà di parola per esprimere le proprie opinioni. Le discussioni sul tecnoliberalismo riguardano:
- Decentramento
- Individualismo, responsabilità e consapevolezza di sé.
- Evitare gli eccessi.
- Sostenibilità ambientale.
- Regolamentazione e governance in stile ingegneristico.

## Responsabilità del cittadino
La responsabilità del cittadino in "Tecnoliberalismo" riguarda la protezione della libertà degli individui pur garantendo quella altrui. I tecnoliberali cercano il cambiamento. Per loro natura, non sono soddisfatti di come stanno le cose e vogliono trovare nuovi modi per farle. I liberali nell'arena tecnologica fanno avanzare la società come fanno gli opportunisti. Il tecnoliberalismo rappresenta prospettive socio-culturali che implicano tutti gli sforzi umani. Ciò include il modo in cui sviluppiamo e utilizziamo la tecnologia, in particolare la tecnologia informatica. Nell'arena tecnologica, il liberalismo normalmente punta all'innovazione e all'assunzione di rischi. Inoltre, se sei un tecnoliberale nella sfera della tecnologia dell'informazione, il futuro non può arrivare abbastanza presto. Per i tecnoliberali Internet è ancora troppo lento e primitivo.

## Esempi in giro per il mondo
Il tecnoliberalismo è un buon esempio di liberalismo misto a progresso scientifico e tecnologico aggiunto a un'istruzione avanzata, ma non esiste ancora un paese che aderisca al tecnoliberalismo.

### Costruzione del governo
Per costruire un governo, il potere sarà equilibrato e la revisione tra pari di tutto è un principio fondamentale. Ad esempio, nel Regno Unito, il primo ministro guida il governo con il sostegno del gabinetto e dei ministri. Mentre i dipartimenti e le loro agenzie sono responsabili di mettere in pratica le politiche del governo e il pubblico può lavorare con il governo attraverso consultazioni e petizioni per informare e influenzare le decisioni che prende.

### Economia
Capitalismo su piccola scala, che significa capitalismo per le piccole e medie imprese invece che capitalismo corporativo; decentramento. L'imposta negativa sul reddito o il reddito di base universale in aggiunta alla regolamentazione della fiducia sono esempi di tecnoliberalismo nell'aspetto economico. Ad esempio, la European Union competition law per controllare le grandi società potenzialmente monopolistiche applicando loro più regolamentazioni, applicando al contempo regole meno severe per le società più piccole.

### Libertà civili
Nella società odierna, il libero accesso a Internet insieme alla libertà di discutere diverse questioni è un noto esempio di tecnoliberalismo.

### Istruzione e scienza
Il tecnoliberalismo può essere ritrovato in ambiti relativi all'istruzione e agli ambiti scientifici. In ambito scientifico vengono inclusi più ingegneri e scienziati all'interno dell'industria politica e viene garantita una scienza libera sull'ingegneria genetica. Esempi di tecnoliberalismo nell'istruzione possono essere i seguenti:
- Tassa di iscrizione per corsi di laurea per ogni studente -> 3% del PIL pro capite,
- Istruzione secondaria per ogni studente -> 0,5% del PIL pro capite,
- Istruzione primaria per ogni studente: -> 0,1% del PIL pro capite.

### Ambiente
Esempi di come il tecnoliberalismo può essere applicato all'ambiente sono i seguenti:
- Tasse più alte sui combustibili fossili e su tutto ciò che danneggia l'ambiente
- Scambio di quote di emissione / cap and trade
- Città senza auto
- L'ingegneria genetica (anche per gli alimenti) deve essere consentita

## Riferimenti
1. 1 2  Horst, Heather and Miller, Daniel (eds.) "Digital Anthropology" 2012. Accessed 7 February 2014.
2. ↑  Fish, Adam. 2017. Technoliberalism and the End of Participatory Culture. Palgrave Macmillan. https://www.palgrave.com/de/book/9783319312552
3. ↑  Malaby, Thomas. "Making Virtual Worlds: Linden Lab and Second Life" 2009. Accessed 7 February 2014.
4. ↑  Fish, Adam. "Technoliberalism and Current", 19 September 2013. Retrieved 11 February 2014.
5. ↑  Ware, Michael. "Why small-scale alternatives won't change the world" 2 April 2013. Retrieved on 6 February 2014.
6. ↑  FSB. "FSB report reveals the power of small businesses in the local economy" Archiviato il 3 novembre 2015 in Internet Archive. 8 July 2013. Retrieved 6 February 2014.
7. ↑  Litvack, Jennie. "What is Decentralization?" Archiviato il 26 maggio 2013 in Internet Archive. Retrieved 6 February 2014.
8. ↑  The Economist. "Decentralisation" 5 October 2009. Retrieved 6 February 2014.
9. 1 2  Investopedia."Definition of 'Free Market'" Retrieved 6 February 2014.
10. ↑  Archibugi, Daniele and Iammorino, Simona (1999). The policy implications of the globalisation of innovation, p. 10. Elsevier, Rome.
11. 1 2  Allen, Jodie. "Negative Income Tax" Retrieved 6 February 2014.
12. ↑  Walker, Andrew. "OECD launches plan to stop firms 'abusing' tax rules", BBC News, July 19, 2013. Retrieved 6 February 2014.
13. ↑  Murphy, Richard. "The Fair Tax Mark – launched today" 13 June 2013. Retrieved 6 February 2014.
14. ↑  Feldman, Michael, 'How to Talk to a Techno-Liberal (and you must)', 3 November 2006. Retrieved 5 February 2014
15. ↑   gov.uk,  https://www.gov.uk/government/how-government-works#how-governement-is-run. URL consultato l'8 February 2014.